# Epsilon Tauri b
Epsilon Tauri b (někdy uváděná též jako 74 Tauri b, HD 28305 b, HIP 20889 b, HR 1409 b či SAO 93954 b) je exoplaneta objevená u hvězdy Epsilon Tauri v souhvězdí Býka. Tato hvězda je součástí otevřené hvězdokupy Hyády, jedné z nejbližších k naší soustavě, a patří do skupiny čtyř jasných hvězd tvořících její centrální obrazec.
Planeta Epsilon Tauri b má přibližně 7,6násobek hmotnosti Jupitera a její gravitační působení ovlivňuje nejen mateřskou hvězdu, ale i celkovou dynamiku okolního hvězdného prostředí. Oběžná dráha planety je eliptická; nejmenší vzdálenost od hvězdy činí zhruba 1,73 astronomické jednotky (AU), zatímco největší přibližně 2,346 AU. Průměrná oběžná rychlost planety je kolem 34,26 km/s. Díky své hmotnosti i poloze se planeta stala předmětem intenzivních studií, neboť představuje vzácný případ masivního exoplanetárního objektu v prostředí dobře prozkoumané otevřené hvězdokupy.
V rámci veřejné kampaně IAU pro pojmenovávání exoplanet a jejich mateřských hvězd získala Epsilon Tauri jméno Ain a planeta nese název Amateru. Tento systém se tak stal nejen důležitým terčem pro astronomický výzkum, ale také veřejně rozpoznatelným objektem s kulturně inspirovanými jmény.